# Sundergarh
Sundergarh è una suddivisione dell'India, classificata come municipality, di 38.402 abitanti, capoluogo del distretto di Sundergarh, nello stato federato dell'Orissa. In base al numero di abitanti la città rientra nella classe III (da 20.000 a 49.999 persone).

## Geografia fisica
La città è situata a 22° 7' 0 N e 84° 1' 60 E e ha un'altitudine di 232 m s.l.m..

## Società

### Evoluzione demografica
Al censimento del 2001 la popolazione di Sundergarh assommava a 38.402 persone, delle quali 19.678 maschi e 18.724 femmine. I bambini di età inferiore o uguale ai sei anni assommavano a 4.252, dei quali 2.193 maschi e 2.059 femmine. Infine, coloro che erano in grado di saper almeno leggere e scrivere erano 28.699, dei quali 15.715 maschi e 12.984 femmine.